# Elena Balletti
Elena-Virginia ou Hélène-Virginie Balletti, dite Flaminia, née à Ferrare en 1686 et morte à Paris en 1771, est une actrice et femme de lettres italienne du XVIIIe siècle.

## Biographie
Elena-Virginia Balletti débute le 18 mai 1716 à la Comédie-Italienne, sous le nom de Flaminia, dans des rôles de première amoureuse ou de soubrette et ce jusqu’en 1729 où elle est pensionnée. Mais le 10 avril 1731, elle renonce à la pension pour remonter sur les planches jusqu’en 1752.
Issue d'une famille d'acteurs italiens réputée, elle reçoit une éducation soignée de la part de ses parents, Francesco Baletti et Giovanna Benozzi. Polyglotte, connaissant les langues anciennes, elle cultive les lettres avec succès et est admise dans les principales Académies d’Italie. 
En 1706, elle épouse l’acteur Luigi Riccoboni : le couple s'engage dans la réforme du théâtre italien, au sein de la "Compagnie de Lélio et Flaminia". Ensemble, ils ont un fils Antoine-François-Valentin, acteur comme eux à la Comédie italienne. 
En 1716, à l'invitation du Régent, Elena-Virginia et son époux reconstituent la troupe des Comédiens-Italiens, chassés à la fin du XVIIème siècle par Louis XIV.
Elle développe ses réflexions sur l'art de l'acteur, dans une lettre à l'acteur Baron, où elle prône le naturel et critique les jeux artificiels. En février 1726, elle fait jouer sa comédie Le Naufrage, comédie en 5 actes et en prose, inspirée de Plaute. Elle est "fort applaudie", aura une dizaine de représentations et sera rééditée tout au long du XVIIIème siècle.
Sa tragi-comédie coécrite avec le dramaturge Delisle, Abdili, roi de Grenade, en revanche, dont elle avait composé le canevas, échoue à la première représentation.
Aujourd'hui, sa comédie est redécouverte dans le contexte de la réhabilitation du matrimoine théâtral, à travers une édition moderne et la remise en scène de sa pièce, en 2025, par la compagnie Prisma Teatro (création à la Ferme de Bel Ebat - Théâtre de Guyancourt, 7 mars 2025).

## Oeuvres
- Sonetti di Mirtinda Parasside, in [Giovanni Battista Recanati] Poesie italiane di rimatrici viventi raccolte da Teleste Ciparissiano, Venise, Sebastiano Coleti, 1716, p.30-48.
- 1720 ? : Lettera della signora Elena Balletti Riccoboni al signor Abate Antonio Conti gentiluomo veneziano sopre la maniera di M. Baron nel rappresentare le Tragedie francesi, in Don Angelo Calogera, Raccolta d'Opuscoli scientifici e filologici, Venise, Cristoforo Zane, 1736, t.XIII, p.495-510 -- éd. Valentina Gallo, IRPMF, «Les savoirs des acteurs italiens» (coll. numérique), 2006, en ligne.
- 1720 : Canzone per le Nozze del Principe di Modena, in Componimenti poetici delle più illustri rimatrici d'ogni secolo, raccolti da Luisa Bergalli, Venise, A. Mora, 1726 -- A. Ademollo, Una famiglia..., voir infra, p.111-113.
- 1722 : Compliment de rentrée de la Comédie Italienne après Pâques, in Mercure, mai 1722, p.142-145.
- 1722 : Alma Lutetia mia... [sonnet adressé à Paris], in Mercure, mai 1722, p.145.
- 1725 : Compliment de clôture de la Comédie Italienne, 10 avril 1725, in Mercure, avril 1725, p.826.
- 1725 : Lettre de Mlle B... à M. l'abbé C*** au sujet de la nouvelle traduction du poème de la Jérusalem délivrée du Tasse, Paris, Cottin et Chaubert.
- 1726 : Le Naufrage, Paris, Noël Pissot et Fr. Flahaut - réédition, Aurore Evain, in Théâtre de femmes de l'Ancien Régime, tome 3, Paris, Classiques Garnier, coll. Poche, 2025 ( première éd. 2016).
- 1728 : [Canzone] della Signora Elena Riccoboni ferrarese, in Poesie per le acclamatissime nozze delle altesse serenissime il serenissimo Antonio Farnese duca di Parma... colla serenissima principessa Enrichetta d'Este duchessa regnante, raccolte ed umiliate al serenissimo duca Padrone, da Carlo Innocenzio Frugoni Genovese C. R. S. Istorico e poeta di S.A.S, Parme, Stamp. di S. A. S., 1729, p.153.
- 1728 : Di Mirtinda Pastorella a Comante Eginetico [sonnet], voir supra, Poesie per le acclamatissime nozze..., p.570.
- 1729 : Abdili, roi de Grenade ou les maris embarrassés, inédit.
- 1747 : Per le reali nozze del delfino e della principessa Maria Giuseppa di Sassonia, canzone di E[lena] R[iccoboni] F[laminia], [chanson avec la trad. française], Paris, impr. de la Veuve Delormel.